# Calatrava, a Velha
A antiga cidade de Calatrava, conhecida desde o século XIII como Calatrava, a Velha (em castelhano: Calatrava la Vieja), foi uma importante praça-forte do al-Andalus no vale médio do rio Guadiana. As suas ruínas situam-se no município de Carrión de Calatrava da província de Cidade Real,
comunidade autónoma de Castela-Mancha, Espanha.
A cidade deu origem ao nome da região onde se encontra e à ordem militar de Calatrava. Durante a Alta Idade Média foi a única cidade importante do al-Andalus no vale médio do Guadiana. A sua localização estratégica na margem esquerda (oriental) desse rio fazia dela um ponto de passagem obrigatório no caminho entre Córdova e Toledo e nas comunicações entre o ocidente e o oriente da Península Ibérica.
Foi fundada pelos omíadas em finais do século VIII e pertenceu ao emirado e Califado de Córdova durante os quatro séculos seguintes. Em meados do século XII, após passar para as mãos do Reino de Castela, foi uma das primeiras possessões da Ordem dos Templários nesse reino. Depois dos templários a terem abandonado, foi em Calatrava, a Velha que foi estabelecida a primeira sede da Ordem de Calatrava, em 1158, a mais antiga ordem militar ibérica. Com a trasladação da sede da ordem para o Castelo de Dueñas (que pouco depois passou a ser conhecido como Calatrava, a Nova), situado 60 km a sul, a praça-forte foi perdendo importância e acabou por ser abandonada no início do século XV. Um século depois a cidade estava praticamente despovoada. 

## Etimologia
O topónimo Calatrava deriva do árabe قلعة رباح (Qal'at Rabah, "fortaleza de arrábita"), que não faz referência à pessoa a quem teria sido concedido o lugar num regime similar ao das encomiendas pelo Emirado de Córdova no século VIII. A cidade foi reconstruída com nova planta durante o reinado do emir cordovês Maomé I (r. 852–886), para controlar a tumultuosa Toledo e a rota Toledo-Córdova. A área de Calatrava era dominada por árabes propriamente ditos (ou seja, originários da Arábia) pertencentes à tribo Becre ibne Uail, estabelecidos na região desde os tempos da conquista (711).
A palavra qal'a ("fortaleza") é uma das mais recorrente na toponímia árabe da Península Ibérica e frequentemente áparece ligada a nomes (casos em que toma um t no final: qal'at), por vezes de pessoas (antropónimo, como por exemplo Calatayud ou Calatalifa) ou vezes não (exemplos: Calatanhaçor, Calatorao, Calamocha e Calaceite). Também aparece sozinha, precedida do artigo al-, como em Alcalá e em Alcolea. Qal'at Rabah foi adaptado ao castelhano como Calatrava, quando a região foi tomada pelo Reino de Castela.

## História
Calatrava, a Velha situa-se num enclave de grande importância estratégica, numa península fluvial na confluência do rio Guadiana e do ribeiro de Valdecañas, no alto dum cerro de cimo plano onde se controla facilmente o cruzamento do Guadiana. Tratava-se duma posição facilmente defensável, quer pela presença do rio, quer por se encontrar numa zona lagunar, a oeste das Tablas de Daimiel. O local da cidade já tinha sido povoado antes da construção da fortaleza islâmica — nas escavações realizadas no local foram encontrados vários níveis de ocupação pré-históricos. Pela cidade passava o principal caminho entre Córdova e Toledo, a cujo controlo a cidade devia grande parte da sua importância.
Há registo da existência da praça fortificada de Calatrava já em 785. Em 853, devido aos confrontos entre a cidade rebelde de Toledo e o Emirado de Córdova, ficou parcialmente em ruínas, mas foi reconstruída pouco depois. Essa reconstrução, levada a cabo por Aláqueme, irmão do emir Maomé I, marcou o início do período de maior esplendor da cidade. Entre 853 e 1147 Qal'at Rabah foi a capital duma ampla região.[carece de fontes?] No século X nasceu em Calatrava o ilustre poeta Abu Tamame ibne Raba, que nas suas obras elogiou a sua terra natal, apesar de provavelmente ter vivido em Sevilha ou Saragoça, lugares mais propícios para o cultivo da poesia.
Após a queda do Califado de Córdova, na primeira metade do século XI, o seu domínio foi disputado pelas taifas de Sevilha, Córdova e Toledo. Depois da conquista de Toledo pelo rei Afonso VI de Leão, em 1085, e a subsequente chegada dos almorávidas à Península Ibérica, um ano depois, Calatrava foi a região mais avançada do al-Andalus durante os contínuos ataques ao reino cristão castelhano.
Em 1147 Calatrava foi tomada por Afonso VII de Leão e Castela, tornando-se na praça cristã mais avançada na frente com os muçulmanos. A região foi concedida à Ordem dos Templários, que a abandonaram pouco depois. Em 1158 o rei Sancho III de Castela deu Calatrava ao abade Raimundo de Fitero [es], que ali fundou a Ordem de Calatrava.
A cidade foi conquistada pelo almóadas em 1195, na sequência da vitórias destes sobre Afonso VIII na Batalha de Alarcos. Os almóadas mantiveram-na durante 17 anos, até 1212, quando o rei castelhano a retomou durante a campanha que culminaria da decisiva Batalha das Navas de Tolosa. Em 1217, a sede da Ordem de Calatrava foi trasladada para o Castelo de Dueñas, situado 60 km a sul, que passou a ser conhecido como Calatrava, a Nova. A antiga cidade muçulmana passou a ser conhecida Calatrava, a Velha, permanecendo como cabeça duma encomienda que tinha a sua sede no antigo alcácer islâmico. Acabou por ser definitivamente abandonada no início do século XV, quando o comendador militar (líder da encomienda) local mudou a sua residência para a cidade vizinha de Carrión de Calatrava. No início do século XV o local estava praticamente despovoado.
Todas as povoações da comarca de Campo de Calatrava pertenciam à Ordem de Calatrava, uma situação que ainda hoje é patente nos topónimos de muitas dessas povoações, que conservam Calatrava na segunda parte do seu nome.

## Sítio arqueológico

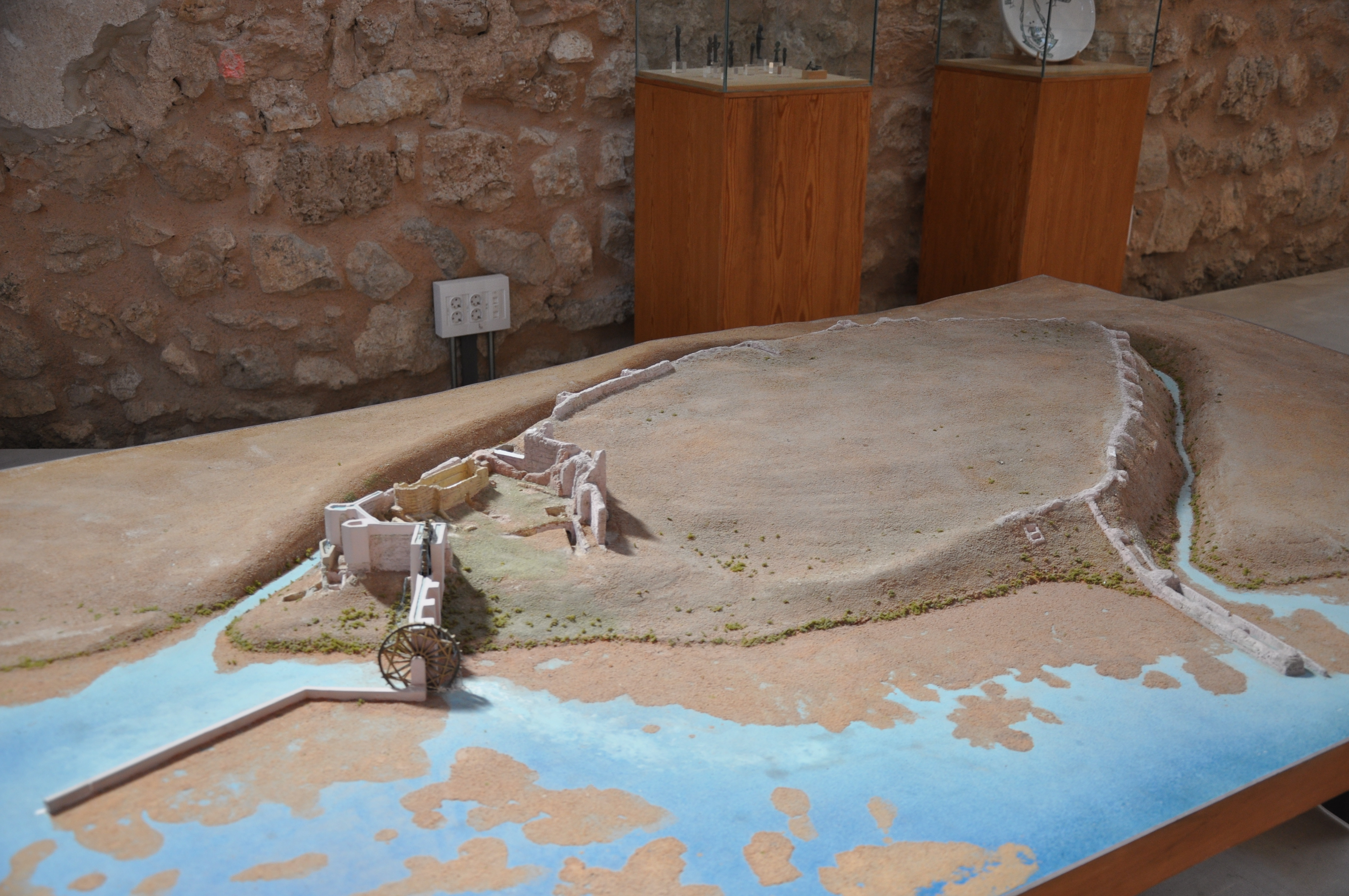
Maquete de Qal'at Rabah, com as duas couraças (a da almedina e a do alcácer) que eram usadas para levar água do rio para a cidade.

Atualmente Calatrava, a Velha é um dos sítios arqueológicos de origem islâmica mais relevantes no território espanhol, que na década de 2010 estava a ser escavado e restaurado. A importância dos restos existentes deve-se ao considerável desenvolvimento alcançado por Calatrava no período entre 785, data da primeira menção documental conhecida sobre a sua existência, e 1212, ano em que se iniciou o processo de decadência que originou que no início do século XVI a antiga cidade estivesse praticamente abandonada.
Embora tenham sido encontrados vestígios pré-históricos que comprovam que no local existiu um grande assentamento ibero importante, não há dados arqueológicos que permitam supor que houve ocupação durante os períodos romano e visigodo, provavelmente devido à insalubridade da área.
O recinto arqueológico inclui 44 torres, rodeadas por um fosso, da época islâmica, alimentado pelas águas do Guadiana. Há restos de engenhos hidráulicos de grande complexidade tecnológica para a época, como a das quatro couraças, que levavam água desde o fosso até à cidade para a abastecer. Parte dessa água era desviada para a torre pentagonal, desde a qual saía com grande pressão através dum sistema de tubos, de volta para o fosso. Este era um sistema defensivo hidráulico sem paralelo na época. Do período templário há vestígios duma igreja inacabada. Há também restos de dependências da igreja calatrava posterior.

### Muralhas e fosso

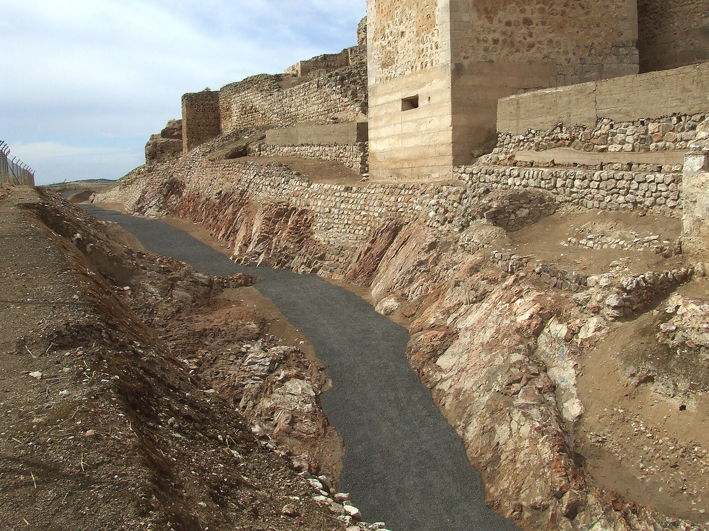
As muralhas vistas do lado oriental, com o fosso e primeiro plano e uma torre albarrã atrás

Calatrava, a Velha ocupa um planalto de de planta ovoide com 5 hectares de área, na margem esquerda do rio Guadiana. Dali tem-se um amplo domínio visual das vizinhanças, mas as capacidades defensivas naturais não são muito significativas. A única defesa natural sólida é proporcionada pelo próprio rio, cujo leito, no passado muito caudaloso e pantanoso, protegia o lado norte da cidade. No resto do perímetro, a defesa foi reforçada mediante sólidas muralhas, com 1 500 metros de extensão, que a leste se adaptam ao contorno do terreno.
Uma grande parte da muralha — quase toda da época omíada — está atualmente coberta de escombros. É flanqueada por 44 torres de flanqueio (no passado pode ter havido mais), das quais duas são albarrãs. Com exceção das duas torres situadas no extremo oriental do alcácer, que são de planta pentagonal, as torres são quadrangulares. Na frente sul da cidade, onde se abre uma porta em cotovelo, as torres são maiores e mais abundantes, algumas delas ocas e estão mais espaçadas, enquanto as do esporão ocidental — melhor defendido pelo terreno escarpado — são sempre maciças, mais pequenas e mais próximas umas das outras. As que dão para o rio são quase todas ocas.
Exceto na frente norte, protegida pelo rio e onde se situam a s couraças de abastecimento de água, o resto do recinto é rodeado por um fosso seco que convertia a cidade numa ilha. A maior parte do fosso foi escavado na rocha do cerro, tem mais de 750 m de extensão e uma profundidade média de 10 m. Em frente da porta principal do lado sul há restos duma ponte que cruzava o fosso.
O cerro está dividido em duas zonas, separadas entre si por uma muralha de grandes dimensões: o alcácer a leste e a almedina, que ocupa o resto do recinto. No exterior da muralha estendiam-se os arrabaldes.
Portas e torreões
Na muralha existem dois exemplos de portas em cotovelo do século IX. A mais notável dava acesso à cidade pelo lado sul, depois de passar por uma ponte sobre o fosso. Situada num maciço que foi várias vezes ampliado, abria-se para a almedina mediante uma rampa pavimentada com grandes lajes. Junto à porta há um portão que, por possibilitar maior controlo, deve ter sido a entrada da cidade mais utilizada. No alcácer existe outra porta em cotovelo, que permitia o acesso desde o rio através duma rampa exterior. Além disso, havia um postigo ao lado da grande porta que ligava a almedina ao alcácer, que foi fechado quando foi construída a grande sala de audiências do alcácer.
Torres albarrãs
Na zona do alcácer existem duas torres avançadas deste tipo, muito próximas uma da outra. A mais alta e de maiores dimensões é oca e tem a parte inferior em silhar e a superior em alvenaria; foi construída em 854, na mesma altura em que a muralha vizinha foi revestida. Junto a ela e mais perto do rio, encontram-se os restos duma segunda torre albarrã, do período almóada (século XII ou XIII), em cuja construção foram usadas blocos de silhar reaproveitados doutras construções, além de taipa. No lado sul exterior das muralhas, entre o alcácer e a porta da almedina, houve uma terceira torre albarrã que depois foi convertida numa torre pentagonal em proa.
Torres pentagonais em proa
Há três torres deste tipo na cidade. Duas delas, ocas, situam-se na extremidade mais oriental do alcácer, formando a parte essencial do istema defensivo hidráulico. A mais distante do rio, sem acesso ao alcácer e com paredes perfuradas por canos de cerâmica, pode ter sido um castelo d'água. A torre mais próxima do rio tem acesso direto ao alcácer e pode ter servido como posto de controlo. Ambas foram datadas do ano 854. Uma terceira torre, que anteriormente era albarrã, foi transformada numa torre pentagonal usadno materiais reaproveitados, talvez para alojar no seu terraço grandes máquinas de guerra, como manganelas.
Couraças
Foram identificadas quatro couraças, algo que é absolutamente excecional. A mais antiga, anterior a 853, foi partida para construir o castelo d'água e parte dos seus restos serviram de apoio a estruturas da época almóada, junto ao rio. Nos arrabaldes há uma segunda couraça cujos escombros ainda não foram removidos. As outras duas couraças situam-se na almedina e no alcácer. A primeira adentra o rio quase 80 m está balizada por cinco torres-contraforte situadas a montante. Na torre mais distante era captada água através dum sistema de noras, que era elevada para o interior da almedina, para a abastecer.
A couraça do alcácer — ainda não posta a descoberto na totalidade — e o castelo d'água constituem o núcleo dum sistema defensivo hidráulico único no seu género. Esse sistema foi instalado durante a reconstrução da cidade em 854. A couraça captava água do rio, que era elevada até à parte superior do lado oriental do alcácer, de onde, por meio de canais, era distribuída tanto para o interior, para ser usada pelos ocupantes do alcácer, como para o castelo d'água situado na torre pentagonal meridional; desta áultima, a água vertia para o fosso a alta pressão, através das numerosas calhas que atravessam as suas paredes. Este mecanismo, único na arquitetura militar medieval, que requeria uma entrada alternativa de água para o fosso, para assegurar o abastecimento nos períodos em que o rio estava seco, representava uma nova e espetacular manifestação da "linguagem do poder" omíada e era um impressionado veículo de propaganda política. Durante o período almóada o sistema foi reformado, tendo sido construída uma parede profusamente perfurada por vários níveis de calhas de cerâmica, que se apoiava na torre albarrã vizinha que foi erigida na mesma altura.

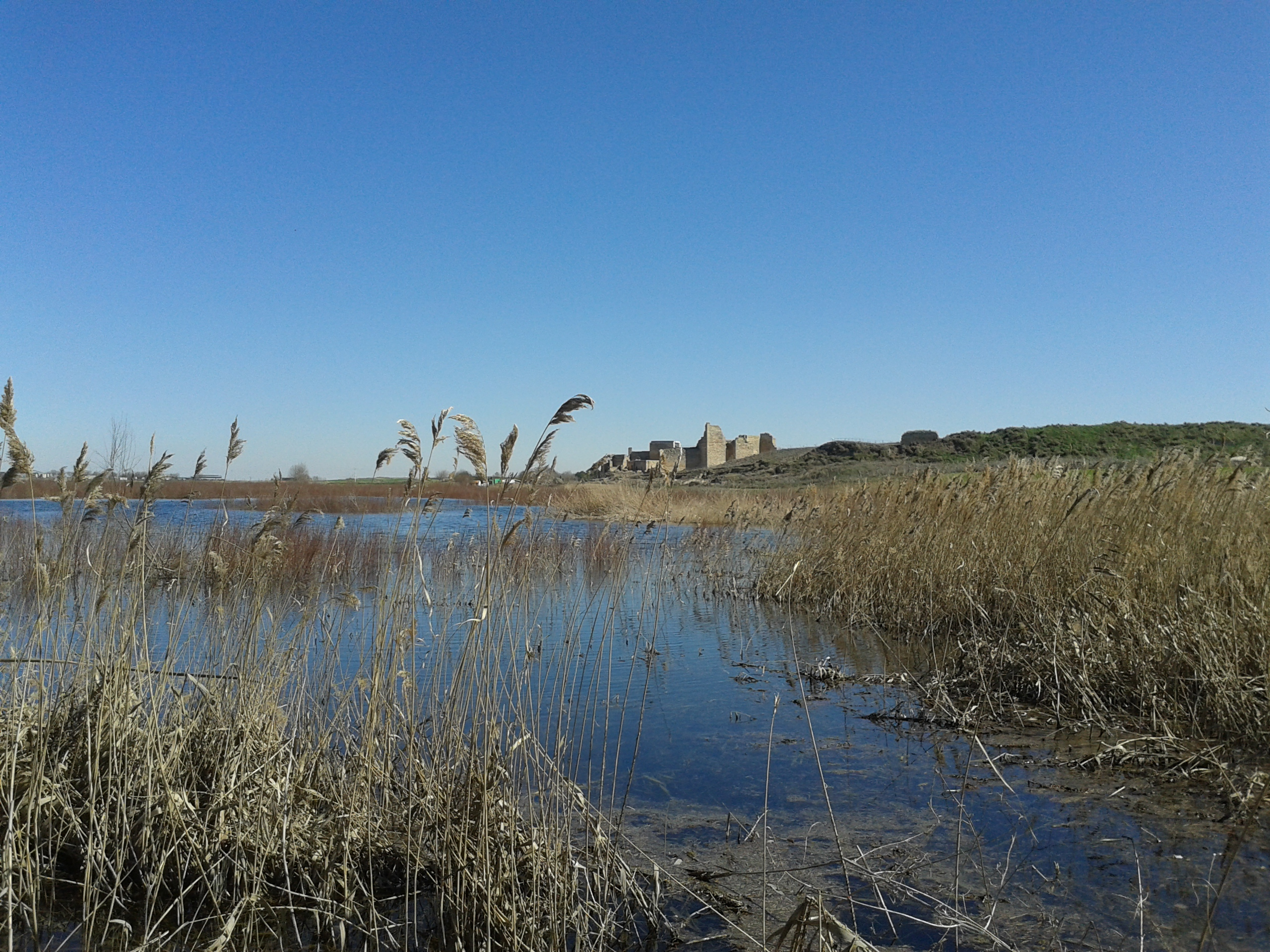
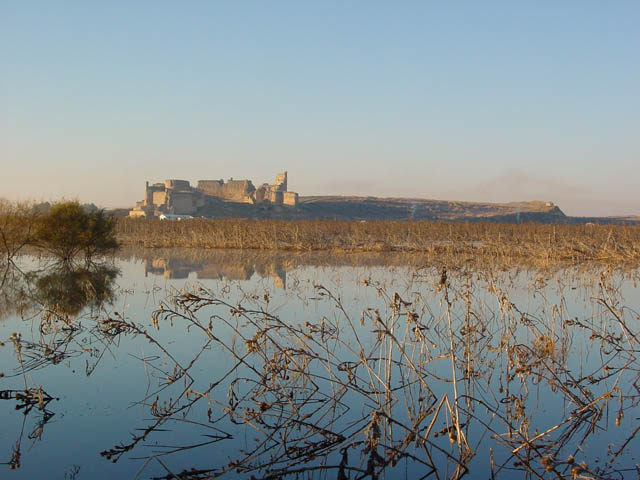
Vista da cidade desde a margem norte do rio Guadiana
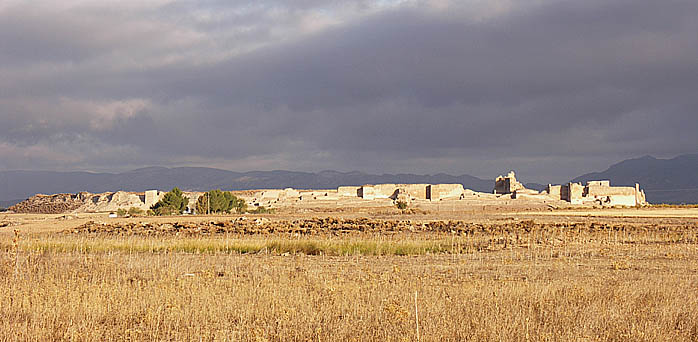
Vista desde o lado sul
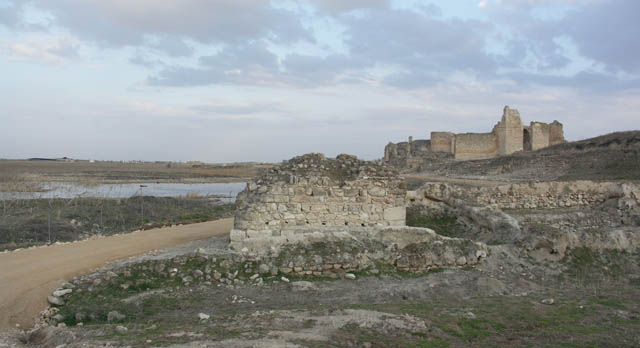
Vista desde oeste com uma das quatro couraças em primeiro plano e o alcácer[b]

### Almedina e arrabaldes

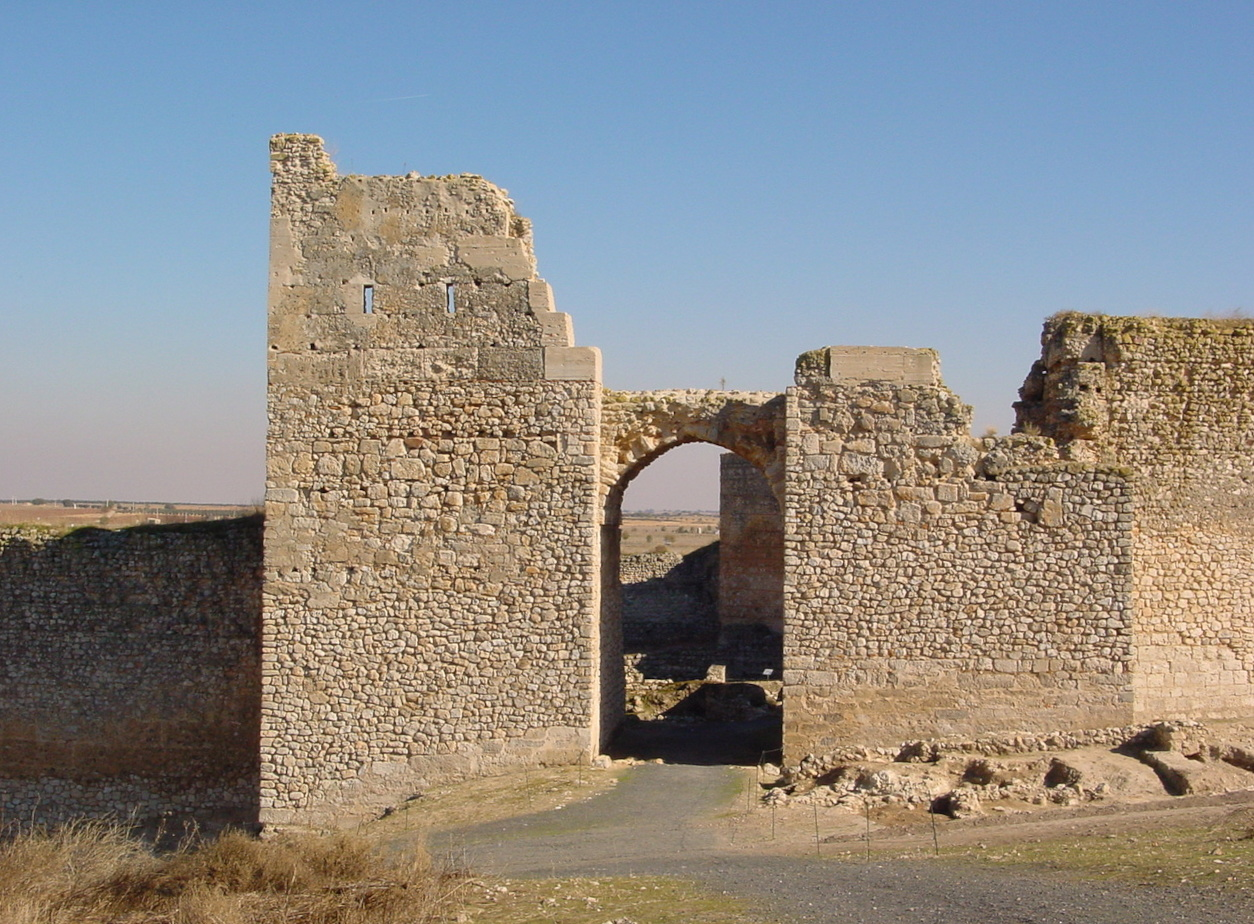
Porta do alcácer

A almedina constituía o centro da vida urbana de Calatrava. As fontes escritas relatam que tinha todas as estruturas caraterísticas duma cidade islâmica, como mesquitas, hamames, lojas, olarias, etc. Na sua parte central foram encontrados restos de habitações e uma rua pavimentada da época almóada. A almedina completamente rodeada por uma sólida muralha com mais de 40 torres. O acesso ao seu interior era feito por umas das mais antigas portas em cotovelo do al-Andalus, que era precedida por uma ponte sobre o fosso. Nos extensos arrabaldes que rodeiam a cidade foram encontradas diversas áreas de artesanato e indústria, um cemitério almóada, restos de casas dispersas e uma mesquita na zona da atual ermida da Encarnação.

### Alcácer

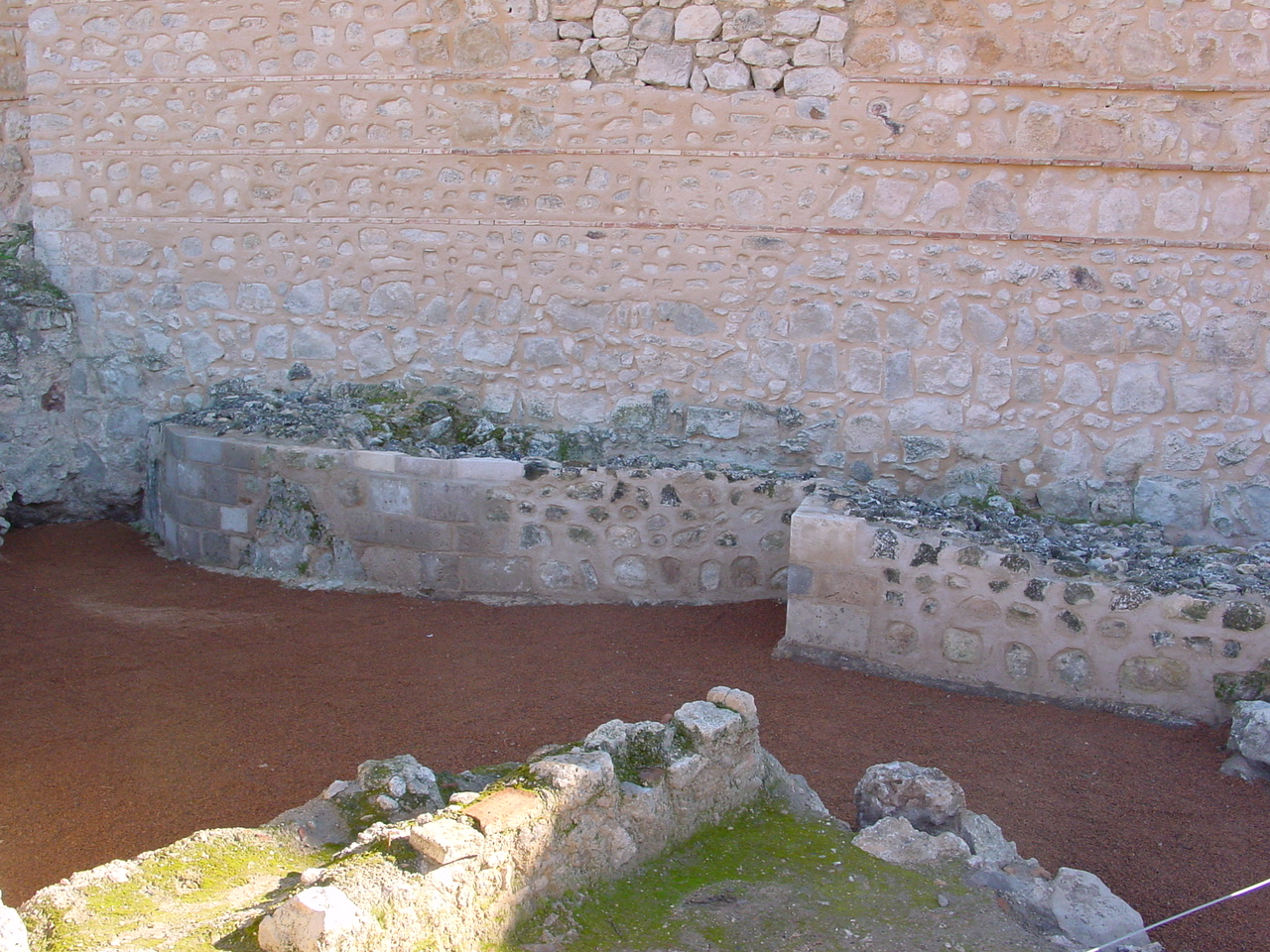
Restos da abside da igreja templária inacabada

Situa-se na extremidade oriental da cidade, no início do fosso. De planta triangular, tem um hectare de área. EM volta dele concentra-se os elementos defensivos mais importantes da praça-forte, não só porque se destinava a albergar os centros de poder, mas também porque as defesas naturais nesse setor do cerro eram mais fracas. Nas suas estruturas internas e de defesa podem distinguir-se dois períodos principais antes da chegada dos almorávidas: antes de 853 e a reconstrução de Maomé II. Do primeiro período destacam-se os restos da antiga muralha ocidental, formada pela própria porta, ainda oculta, e por várias torres, construídas de diversos modos: adobe, tijolo, taipa, alvenaria, etc.
Em 854 e nos anos seguintes, durante o reinado de Maomé I de Córdova, o poder central do emirado cordovês levou a cabo a reconstrução, não só do alcácer, mas também doutras partes da cidade, com o propósito claro de mostrar a sua supremacia na região. Sao dessa altura as duas grandes torres de entrada, construídas sobre as primitivas, o grande arco triunfal que antecede a antiga porta, e as muralhas ocidental e sudeste. São também atribuídas a este período a torre albarrã primitiva e as torres pentagonais em proa que, juntamente com a couraça vizinha, formavam um sistema defensivo hidráulico.
Há ainda várias estruturas da época islâmicas cuja datação é imprecisa, como o algibe e o amplo salão com grandes arcos em ferradura. O primeiro encontra-se em frente à porta principal da cidade. O segundo, identificado como sendo uma sala de audiências, está ligado a um tanque e a um jardim, revestindo-se de grande valor simbólico, que relaciona o poder do governante que o mandou construir com o domínio da água, que o liga com os primitivos cerimoniais omíadas do Oriente.
A abside inacabada de planta dodecagonal duma também inacabada igreja, é um dos poucos testemunhos construtivos da Ordem dos Templários em Castela. Data do período em que a cidade esteve na posse dos templários (1147–1158).
A maior parte da área do alcácer é ocupada pela igreja e dependências anexas da Encomienda de Calatrava (séculos XIII e XIV), que foram construídas sobre edificações anteriores. Nesse período foram realizadas contínuas obras, reformas e reaproveitamentos dos espaços. Destacam-se os restos duma ferraria e as dependência abobadadas junto à igreja.